# Mont Gond (Conthey)
Mont Gond är en bergstopp i Schweiz.   Den ligger i distriktet Conthey och kantonen Valais, i den sydvästra delen av landet, 70 km söder om huvudstaden Bern. Toppen på Mont Gond är 2 710 meter över havet, eller 405 meter över den omgivande terrängen. Bredden vid basen är 4,4 km. Mont Gond ingår i Diablerets.
Terrängen runt Mont Gond är huvudsakligen mycket bergig. Närmaste större samhälle är Sion, 9,7 km sydost om Mont Gond. 
I omgivningarna runt Mont Gond växer i huvudsak blandskog. Runt Mont Gond är det tätbefolkat, med 709 invånare per kvadratkilometer.